# Donn F. Draeger
Donald Frederick "Donn" Draeger (15 de abril de 1922 - 20 de outubro de 1982) foi um professor e praticante internacionalmente reconhecido de artes marciais japonesas. Ele foi o autor de vários livros importantes sobre artes marciais asiáticas, e foi um pioneiro do judô internacional nos Estados Unidos e no Japão. Draeger também ajudou a tornar o estudo das artes marciais um tema aceitável de pesquisa acadêmica.

## Biografia

### Vida pessoal
Donald Frederick "Donn" Draeger nasceu em Milwaukee, Wisconsin, em 15 de abril de 1922. Seus pais eram Frank e Irma (Poetsch) Draeger. Em 1940, aos 17 anos, morava em Milwaukee com o pai, a madrasta Dora, dois meio-irmãos e o padrasto e a mãe do pai. Casou-se em Bluefield, West Virginia, em 18 de junho de 1949. Nos dois anos seguintes, Draeger e sua esposa tiveram dois filhos. A família se separou na primavera de 1951.
Em 1956, Draeger frequentou a Universidade de Georgetown, em Washington, DC, e em 1959, recebeu o diploma de bachelor of science da Universidade Sophia, em Tóquio.
Draeger morreu em 20 de outubro de 1982, no Veterans Affairs Medical Center, em Milwaukee. A causa da morte foi o carcinoma metastático. Ele foi enterrado no Wood National Cemetery, em Milwaukee, em 25 de outubro de 1982.

### Serviço militar
Draeger serviu no Corpo de Fuzileiros Navais dos Estados Unidos de 1943 a 1956. Ele começou seu treinamento de recrutamento no Marine Corps Recruit Depot San Diego em janeiro de 1943. Após a formatura, ele frequentou a escola de candidatos a oficiais da Marine Barracks Quantico. Em abril de 1943, foi promovido a segundo tenente.
Draeger recebeu treinamento de ramo como oficial de sinalização e, em outubro de 1944, foi designado para o Batalhão de Sinalização do Corpo, V Corpo Anfíbio. Durante fevereiro e março de 1945, o Batalhão de Sinalização do Corpo participou da Batalha de Iwo Jima.
Em abril de 1945, Draeger foi promovido a primeiro tenente e transferido para o III Corpo Anfíbio, que se preparava para a planejada invasão do Japão. No entanto, quando a Guerra do Pacífico terminou em agosto de 1945, o III Corpo Anfíbio foi ao norte da China para aceitar a rendição de soldados japoneses, e de outubro de 1945 a fevereiro de 1946, Draeger serviu com uma unidade de sinal em Tianjin, China.
Draeger retornou aos EUA na primavera de 1946 e, durante o resto do ano, serviu com destacamentos de fuzileiros navais em Illinois, Michigan e Wisconsin.
Em janeiro de 1947, foi transferido para Camp Lejeune, na Carolina do Norte. Enquanto estava em Camp Lejeune, foi promovido a capitão, comandou uma empresa e treinou a equipe de base do judô.
Durante o verão de 1951, Draeger foi enviado para a Coreia, onde serviu como oficial de sinal na 1ª Divisão da Marinha. Enquanto na Coreia, seus deveres secundários incluíam ensinar judô na área de apoio da divisão perto de Hongcheon.
Em outubro de 1952, Draeger foi transferido para o quartel-general do Corpo de Fuzileiros Navais. Sua principal atribuição de dever era com a Junta Interamericana de Defesa. Ocupando, durante este período, o posto de major e, posteriormente, retornando permanente ao posto de capitão até deixar o serviço militar em 30 de junho de 1956.

### Artes marciais e pesquisa
Draeger supostamente começou seu envolvimento nas artes marciais enquanto vivia na área de Chicago, por volta dos 7 ou 8 anos de idade. Seu primeiro treinamento foi em jujutsu, mas ele logo mudou para judô e, aos 10 anos de idade, ele teria atingido o grau de 2º kyu (o menor dos dois níveis de faixa marrom).
Em 1948, Draeger obteve o em 4º dan no judô. A graduação ocorreu antes de 1947, tendo, portanto, provavelmente acontecido durante sua permanência na China em 1946. Seus instrutores de judô conhecidos em Tianjin incluíam Mike Matvey.
Em 1952, Draeger foi um dos líderes da recém-criada US Judo Black Belt Association, a primeira organização de judô de nível nacional na América do Norte e a precursora do que mais tarde se tornou a Federação de Judô dos Estados Unidos. Os cargos em nível nacional da Draeger incluíram o de vice-presidente da Associação Pan-Americana de Judô e o presidente do Comitê de Relações Públicas da Associação de Judô Amador dos Estados Unidos. Draeger também ajudou a promover o judô em toda a região do Meio-Atlântico dos Estados Unidos.
Draeger oficialmente representou os interesses dos judo estadunidense durante competições internacionais realizadas em Cuba e na Bélgica em 1953, e, em 1964, foi nomeado representante da União Atlética Amadora dos Estados Unidos no Japão, em antecipação à inclusão do judô nos Jogos Olímpicos de 1964.
Draeger também participou de atividades de judô no Japão. Por exemplo, em 1961, Draeger e o atleta de judô britânico John Cornish foram os primeiros atletas não japoneses selecionados para demonstrar nage-no-kata durante o All-Japan Judo Championships. Draeger tornou-se membro do Nihon Kobudo Shinkokai, a mais antiga organização cultural japonesa para o estudo e preservação das artes marciais clássicas. Ele foi o primeiro praticante não-japonês de Tenshin Shōden Katori Shintō-ryū, alcançando o status de instrutor (kyoshi menkyo) naquele sistema e ocupando, também, graduações elevadas em Shindo Muso-ryu jodo, kendo e aikido, entre outras artes.
Draeger estudou a evolução e o desenvolvimento do comportamento combativo humano e foi diretor da International Hoplology Society (IHC) em Tóquio até sua morte em 1982.

## Anos finais
Em seus últimos anos, Draeger passou quatro meses por ano em viagens de campo pela Ásia. Durante essas viagens, ele visitou escolas e estudou métodos combativos, que analisou e registrou. Estes estudos foram, por vezes, publicados como artigos em várias revistas de artes marciais, ou colocados em livros.
Draeger viveu no Japão, na China, na Mongólia, naCoreia, na Malásia e na Indonésia. Um dos livros que escreveu é Pentjak-Silat: The Indonesian Fighting Art (1970). Em 1979, Draeger e sua equipe visitaram a ilha de Sumatra. Ao visitar a tribo de Aceh, parece que todo o grupo foi de alguma forma envenenado, talvez deliberadamente. Como resultado, Draeger desenvolveu uma grave disenteria amebiana, levando-o à hospitalização. Draeger começou a perder peso e ficou cada vez mais fraco durante essa provação. Suas pernas começaram a inchar, causando-lhe grande dor, e ele achou difícil andar ou treinar. Sua longa dedicação ao treinamento de artes marciais parou gradualmente.
Enquanto recebia tratamento no Tripler Army Medical Center, em Honolulu, descobriu-se a existência de câncer de fígado. Donn F. Draeger faleceu em 20 de outubro de 1982, no Veteran's Hospital em Milwaukee, Wisconsin, de carcinoma metastático e foi enterrado no Wood National Cemetery, em Milwaukee, em 25 de outubro. Seu túmulo está na Seção 4, sítio 377. [b]

### Livros e outras mídias
Draeger escreveu dezenas de livros e artigos sobre as artes marciais asiáticas. Seus livros mais influentes foram provavelmente o Asian Fighting Arts (escrito com Robert W. Smith, Tuttle, 1969) e Martial Arts and Ways of Japan (Weatherhill, 3 volumes, 1973-1974). A pesquisa, as teorias e os conceitos de Draeger inspiraram uma geração de pesquisadores e praticantes de artes marciais, e, até de 2012, muitos de seus livros continuam sendo impressos.
Draeger trabalhou brevemente com cinema. Atuou especificamente como coordenador de artes marciais para o filme da franquia James Bond, You Only Live Twice, onde também foi dublê do ator Sean Connery. Draeger também apareceu em pelo menos um documentário de televisão sobre as artes marciais japonesas.
Enquanto vivia no Japão, Draeger colecionava xilogravuras e, em 2004, parte de sua coleção de impressos de sumô foi apresentada em uma exposição organizada pelo Seattle Asian Art Museum.

## Publicação
Draeger escreveu muitos livros sobre as artes marciais. Os trabalhos publicados de Draeger incluem:
- Judo Training Methods: A Sourcebook, with Takahiko Ishikawa, The Charles E. Tuttle Co., 1961
- ShaoLin Lohan Kung-Fu with co-autor P'ng Chye Kim (de Penang, Malaysia, 1979) www.saolimcanada.com (ISBN 978-0-8048-1698-4)
- Pentjak-Silat The Indonesian Fighting Art, Kodansha International Ltd,1970
- Asian Fighting Arts (com Robert W. Smith), Kodansha International, 1969; re-intitulado Comprehensive Asian Fighting Arts em republicação, 1980 (ISBN 978-0870114366)
- Classical Bujutsu: Martial Arts And Ways Of Japan, Vol I., Weatherhill, 1973, 1996
- Classical Budo: Martial Arts And Ways Of Japan, Vol II., Weatherhill, 1973, 1996
- Modern Bujutsu & Budo: Martial Arts And Ways Of Japan, Vol III., Weatherhill, 1974, 1996
- Javanese Silat: The Fighting Art of Perisai Diri, Kodansha International Ltd, 1978
- Japanese Swordsmanship: Technique And Practice (com Gordon Warner), Weatherhill, 1982
- The Weapons and Fighting Arts of Indonesia (ISBN 978-0804817165)
- Phoenix-Eye Fist: A Shaolin Fighting Art of South China
- Shantung Black Tiger: A Shaolin Fighting Art of North China (com Leo Budiman Prakarsa e Quintin T. G. Chambers), Weatherhill, 1976 (ISBN 978-0834801226)
- Judo Formal Techniques: A Complete Guide to Kodokan Randori No Kata
- Ninjutsu: The Art of Invisibility, Japan's Feudal Age Espionage Methods, Lotus Press, 1977; Phoenix Books, 1994